# グード図法

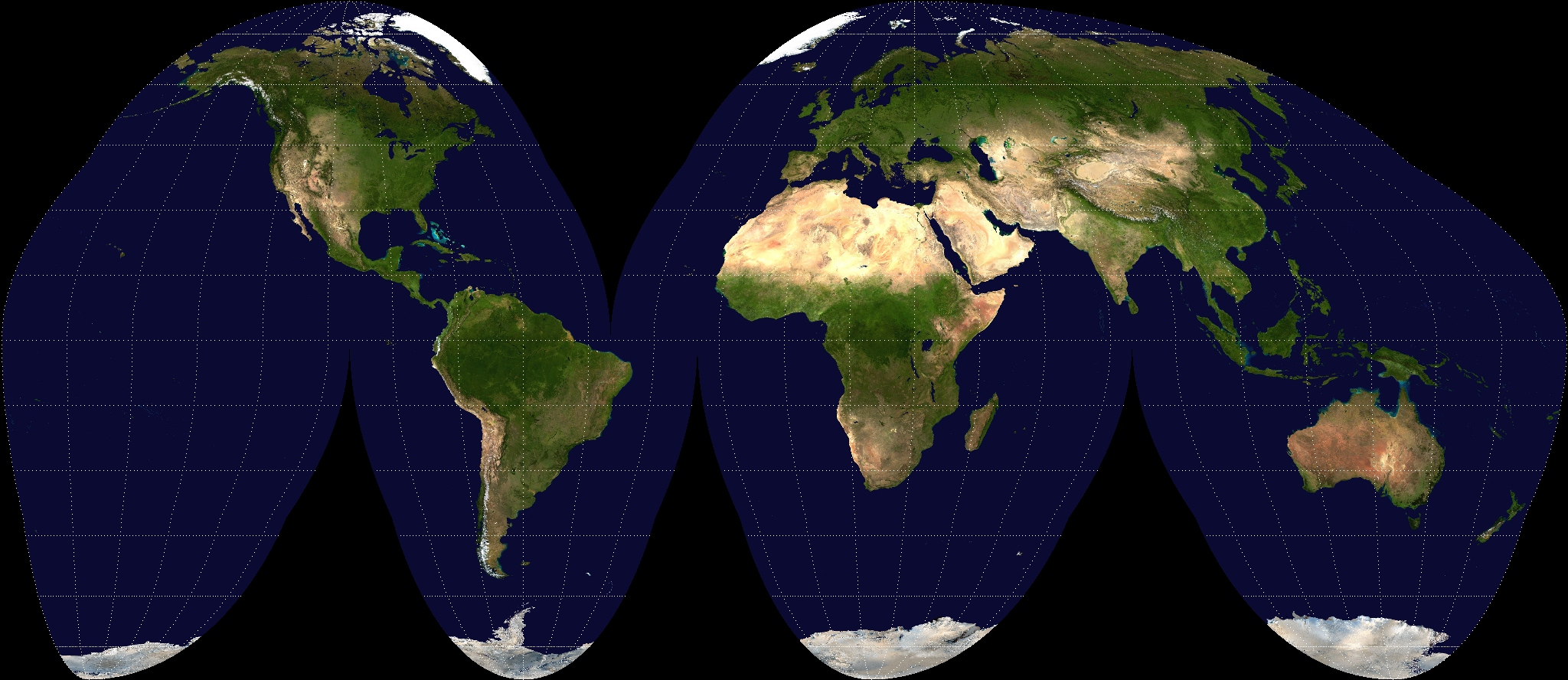
グード図法による世界地図

グード図法（グードずほう）、ホモロサイン図法（ホモロサインずほう）、あるいは断裂ホモロサイン図法（だんれつホモロサインずほう）は、断裂のある投影法で、擬円筒図法かつ正積図法である。

## 概要
複数の図法を合成した図法で、世界地図に使われている。世界規模で面積の関係を表示する目的で、メルカトル図法の代替図法としてジョン・ポール・グードが1923年に考案した。
投射図は12個の領域からなり、6個の断裂片を含む。6領域をモルワイデ図法で表現し、低緯度地方の6領域はサンソン図法で表現されているのが特徴である。「ホモロサイン」という言葉は「ホモログラフ図法」（モルワイデ図法）と「シヌソイダル図法」（正弦曲線図法）の合成語で、グードによって名づけられた。
モルワイデ図法とサンソン図法の結合箇所は、同じ面積縮尺の両図法において、緯線長が一致する北緯（または南緯）40度44分であり、この緯度で地図の縁が僅かに折れ曲がっている。結合した両図法がどちらも正積図法のため、この図法も正積図法になる。